# Руська корона

Гаданий вигляд Руської корони

Руська корона — корона правителів Королівства Русі, середньовічна діадема, зразок русько-візантійського ювелірного мистецтва. Нижня частина корони утворює обруч, складений з прямокутних пластин. Верхню частину утворює ажурна структура, складена з ритмічно повторюваних бутонів, наголошена блакитним пасом, утвореним смугою бірюзи.

## Походження
Вигляд корони відтворено за сегментами закріпленими на ризі, яку прийнято пов'язувати з польською королевою Боною, що зберігається в скарбі монахів паулінів у Ясній Ґурі. Ризу, разом з комплектом літургійних шат, виконано з тканин подарованих королевою Боною, фрагмент на який нашиті клейноди, додано пізніше. Риза датується початком XVII століття.
За однією із версій, корона походить з так званого руського скарбу, вивезеного 1340 року зі Львова до Кракова королем Казимиром Великим. Серед вивезених коштовностей були руські інсиґнії: дві діадеми, коштовний князівський плащ і трон, оздоблений золотом і дорогоцінним камінням. 1370 року після смерті Казимира Великого руський скарб перейшов до його наступника — Людвіка Анжуйського, який згідно з тодішнім звичаєм, що інсинґнії держави належать тому володарю, який нею володіє, вивіз їх до Угорщини. Згодом, коли Галицько-Волинська Русь разом із землями Корони Королівства Польського опинилися під зверхністю дочки Людвіка Угорського — королеви Ядвіги, про долю скарбу вже нічого невідомо.

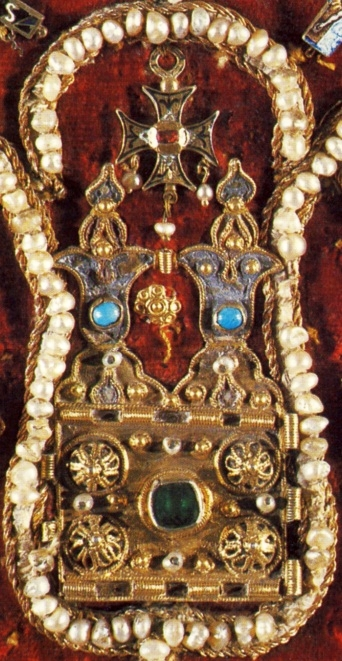
Один із сегментів

Водночас, дослідниками встановлено подібність корони до двох браслетів, які зберігаються в Угорському національному музеї, що їх прийнято пов'язувати з королевою Марією Угорською, дочкою Людвіка Угорського, старшою сестрою польської королеви Ядвіги. Браслети були віднайдені в руїнах катедри міста Орадя. Стильова приналежність браслетів виказує їх русько-візантійське походження.

## Опис
Складається з тринадцяти однакових сегментів (7,5×4,1 см), виготовлених із золоченого срібла. Кожний сегмент оздоблений філігранню, дорогоцінними та напівдорогоцінними каменями. Нижня частина сегменту має вигляд чотирикутної пластини, в центрі якої вміщений крупний камінь, а в наріжжях чотири ґудзи у вигляді випуклої розетки. В проміжках між ґудзами розміщені дрібніші розетки і нанизані на штифти дрібні перлинки. Верхня частина сегменту має вигляд здвоєної вершини. Її основу становить конус в обрисах трилисника вивершений чашею стилізованої лілії. Чаші лілій оздоблені блакитною склицею і дрібними розетками. В основі чаш вміщено по одній нанизаній на штифт перлинці, в центрі злучин — бірюза. На бічних краях сегментів припаяні завіси для з'єднання сегментів між собою. Діаметр у нижній частині діадеми — 17,7 см. Ймовірно одягалася на шапочку.

## Використання
За панівною версією належала до регалій династії Ягеллонів, як Великих князів Литовських.